# 송현홀딩스
주식회사 송현홀딩스는 송현그룹 산하의 지주회사이다.

## 역사
송현홀딩스는 1991년 7월 29일에 설립되었으며, 2012년 12월 29일 인적분할 방식에 의해 선박용 전선 및 절연 광케이블의 제품제조업 부문을 분할신설회사인 주식회사 티엠씨에 포괄이전하였다. 또한, 2012년 12월 29일을 합병기일로 하여 비철금속 및 고무제품등의 판매업인 주식회사 엔케이를 흡수합병하고 2013년 7월 1일을 합병기일로 하여 철강재 도소매업을 주업으로 하는 남강중공업 및 경영컨설팅업을 주업으로 하는 (주)규창파트너스를 흡수합병하였다.
2016년 12월, KPF는 송현홀딩스의 주식 2만 6699주를 63억 9639만원에 처분하였다.
2022년 6월 17일을 합병기일로 에스에이치재무안정투자를 흡수합병하였다. 인적분할 및 합병의 과정에서 사명을 주식회사 송현홀딩스로 변경하였다.